# Petr Korál
Mgr. Petr Korál (* 13. listopadu 1968) je český hudební publicista, textař, zpěvák, moderátor a scenárista. Vystudoval Právnickou fakultu University Karlovy v Praze. Již od počátku devadesátých let moderuje na Radiu 1. V roce 2002 stál u zrodu pražského Radia Beat, moderuje jeden z jeho nejstarších pořadů nazvaný Uši Radia Beat a od roku 2010 také část pořadu Hard & Heavy. Je editorem časopisu Rock & All, který navazuje na původní podobu magazínu Rock & Pop, v němž působil s krátkými přestávkami 25 let, od roku 1990 až do dubna 2015. První publicistické krůčky učinil již v letech 1989-1990 v časopise Melodie.
Externě spolupracoval nebo dodnes spolupracuje s řadou novin, časopisů a webzinů (Parambucha Zine, Reflex, Muzikus, RockShock, Lidové noviny, UNI, MF DNES, E15, Pařát, Abyss, Aardvark, Hospodářské noviny, Xantypa, Spark, Report, Mladý svět aj.). Kromě toho moderuje hudební festivaly, byl či stále je členem porot různých soutěží, v minulosti také spolupracoval coby textař nebo producent s několika rockovými a metalovými skupinami (Asmodeus, Ferat, Joy, Debustrol, Kečup, Ina, Kain…), ve dvou i sám působil jako zpěvák (Asmodeus a Breaking Beads). Vyšly mu dvě knihy („Ohlasy písní těžkých“ – 1993 a „Vzpomínky plíživé aneb Jasná zpráva o Olympiku“ – 2002), na další („Beaty, Big Beaty, Break Beaty“ – 1998) se podílel coby jeden z kolektivu autorů. V 90. letech pracoval také pro Českou televizi: coby scenárista připravoval pořady Rockmapa a Czech Rock Block a dokumentární filmy Abraxas – Magický motýl a Rocky (Rockové tancovačky) I a II. V roce 2006 pak jako spoluscenárista otevíral 13. komnatu Petra Jandy v rámci stejnojmenného pravidelného dokumentárního cyklu. V roce 2011 byl oceněn cenou Břitva jakožto vítěz kategorie Osobnost scény v anketě Břitva 2010, v níž hlasuje několik desítek českých publicistů převážně tvrdě rockového zaměření.
Má praxi také v komunální politice (člen obecního zastupitelstva Janovice nad Úhlavou 1994-1998). V roce 2010 spoluzakládal občanské sdružení – nyní spolek – Imperativ, který se prostřednictvím přednáškové a další činnosti věnuje prevenci všech forem politického i jiného extremismu. Dodnes je prvním místopředsedou tohoto spolku.
Základní biografické údaje o jeho osobě lze najít i v publikaci „Kdo je kdo v České republice“.